# Dung-Teuerling
Der Dung-Teuerling (Cyathus stercoreus) ist eine Pilzart aus der Gattung der Teuerlinge.

## Aussehen
Es handelt sich um etwa 0,3–0,5 cm breite, 0,5–0,8 cm hohe Pilze mit becherförmigen, außen striegeligen, innen glatten und dunkelgrauen Fruchtkörpern. Unreife Fruchtkörper sind mit einem weißlichen Epiphragma verschlossen. Die 26–30 µm langen und 24–26 µm breiten Sporen befinden sich in den linsenförmigen, 1,2–1,7 mm breiten Peridolen, die von Regentropfen aus dem Fruchtkörper geschleudert werden.

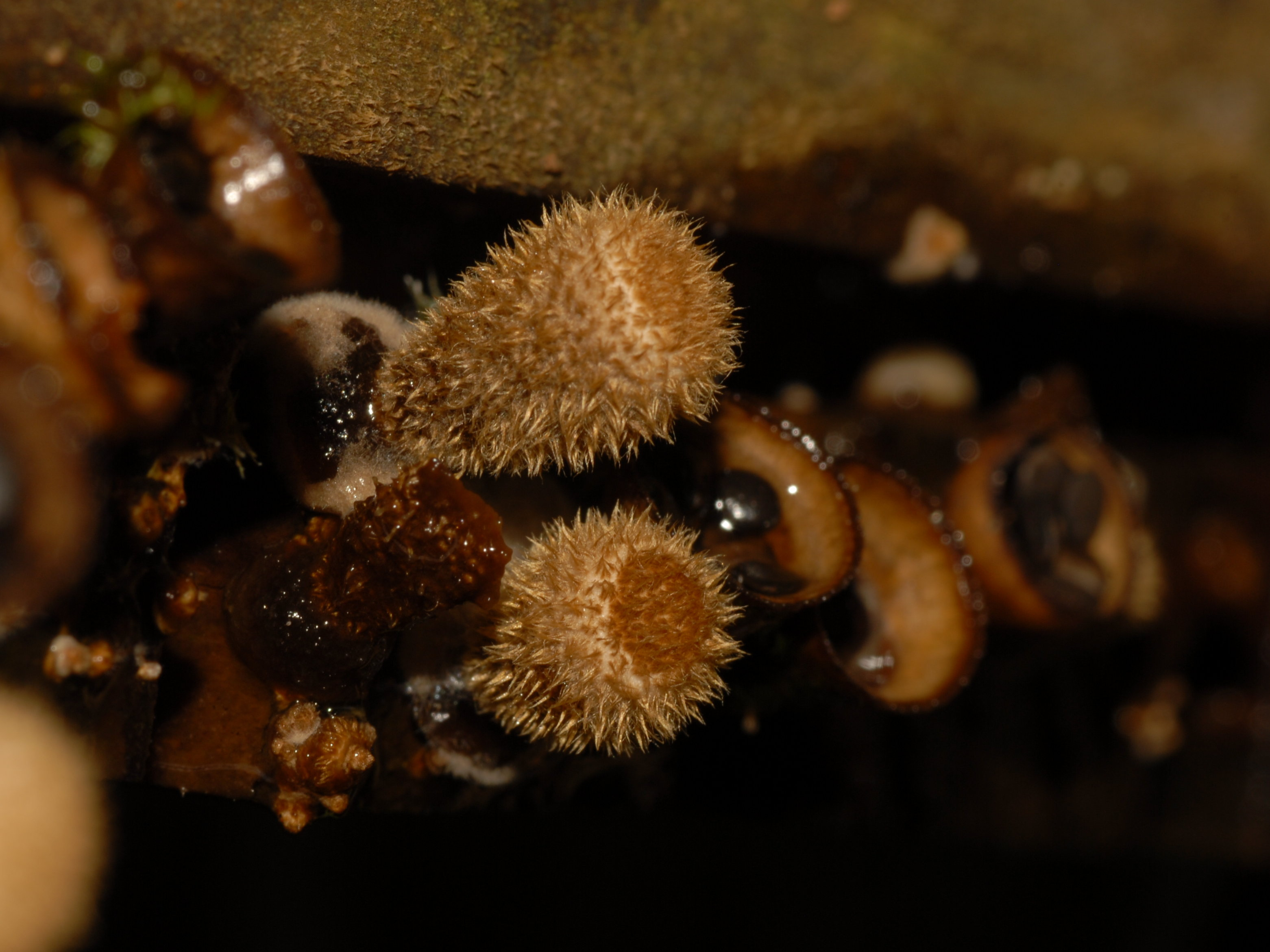
Unreife Fruchtkörper

## Ökologie
Der Dung-Teuerling ist ein Saprobiont, der auf Dung, morschen Laubholzästen, Rindenmulch oder in im Boden liegenden Pflanzenresten wächst. Der Dung-Teuerling ist in Europa, Asien, Australien, Nordamerika sowie Zentral- und Südafrika verbreitet. In Deutschland kommt er selten in Laubwäldern, Sandtrockenrasen und Gärten vor.

## Bedeutung
Cyathus stercoceus hat keinen Speisewert und ist wirtschaftlich unbedeutend.